# Notre-Dame de Chine

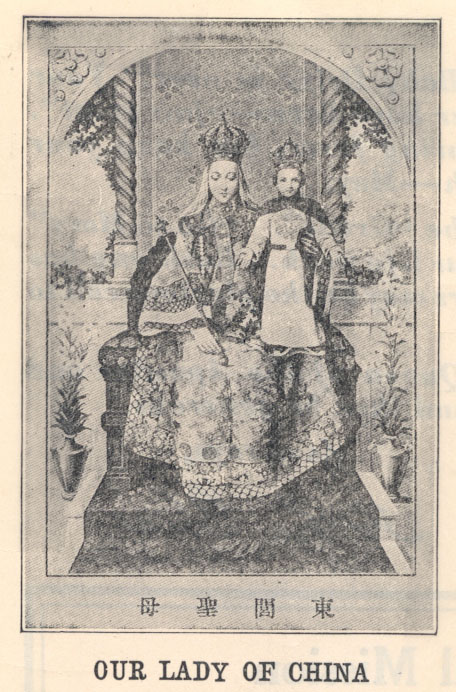
Représentation de Notre-Dame de Chine d’après une statue originale détruite en 1966 durant la révolution culturelle, Xian de Gaoyang, province de Hebei.

Notre-Dame de Chine (chinois simplifié: 中华圣母, chinois traditionnel: 中華聖母, pinyin: Zhōnghuá Shèngmǔ) est l'appellation donnée aux apparitions de la Vierge Marie à Donglü (en) en Chine autour de 1900.

## Histoire
Donglü est un village de la province chinoise du Hebei. Situé dans le diocèse de Baoding (en), le village fait partie de la région à forte concentration rurale de catholiques dans le pays. En 1900, des apparitions mariales furent signalées. Une image de Notre-Dame de Chine fut bénie et officiellement sanctionnée par le pape Pie XI en 1928, en réponse aux demandes formulées par le premier synode des évêques de Chine en 1924. Peu après, l'archevêque Celso Costantini (刚 恒毅), nonce apostolique en Chine (en), avec tous les évêques de Chine, déclara le peuple chinois dédié à Notre-Dame de Chine. En 1941, le pape Pie XII désigna Notre-Dame de Chine comme fête officielle du calendrier liturgique. En 1973, à la suite de Vatican II, la conférence épiscopale de l’Église patriotique chinoise, avec l'approbation du Saint-Siège, plaça la fête la veille de la fête des mères (le deuxième dimanche de mai en Chine).

## Dévotion
La dévotion à Notre-Dame de Chine est populaire à Donglü, en dépit de nombreuses oppositions gouvernementales et d'un accès parfois barré aux pèlerins.
Plusieurs églises, chapelles et centres pastoraux à travers le monde, principalement sinophones, ont dédié leur sanctuaire à Notre-Dame de Chine.
Notre-Dame de Sheshan, près de Shanghai est un autre exemple d'apparition similaire et lieu de pèlerinage important des chrétiens chinois.
Aux Philippines, la chapelle de Notre-Dame de Chine se trouve dans l'église Binondo du quartier chinois de Binondo (en) à Manille. D'autres sanctuaires sont consacrés à Notre-Dame de Chine, dans la communauté des Chinois d'outre-mer. Notre-Dame de Chine est devenue la patronne des Sino-Philippins. Une représentation en mosaïque de Notre-Dame de Chine existe dans la basilique de l'Immaculée-Conception à Washington D.C. En France, une église parisienne du quartier chinois (13e arrondissement) est dédiée à Notre-Dame de Chine.

## Églises

### France
- Église Notre-Dame de Chine - Paris

### Philippines
- Chapelle Notre-Dame de Chine (Binondo Church), Binondo, Manille
- Sanctuaire national de Notre-Dame de Chine, Chinatown, Binondo, Manille
- Sanctuaire de Notre-Dame de Chine, Quezon City
- Église Notre-Dame de Chine, Baguio City
- Chapelle Notre-Dame de Chine (Santa Maria Parish Church), Iloílo
- Chapelle Notre-Dame de Chine (Sacred Heart Chinese Church), Cebu
- Paroisse Notre-Dame de Chine, Mindanao Chinatown, Davao

### Articles liés
- Église catholique en Chine
- Dévotion mariale